# Bärnstattkapelle

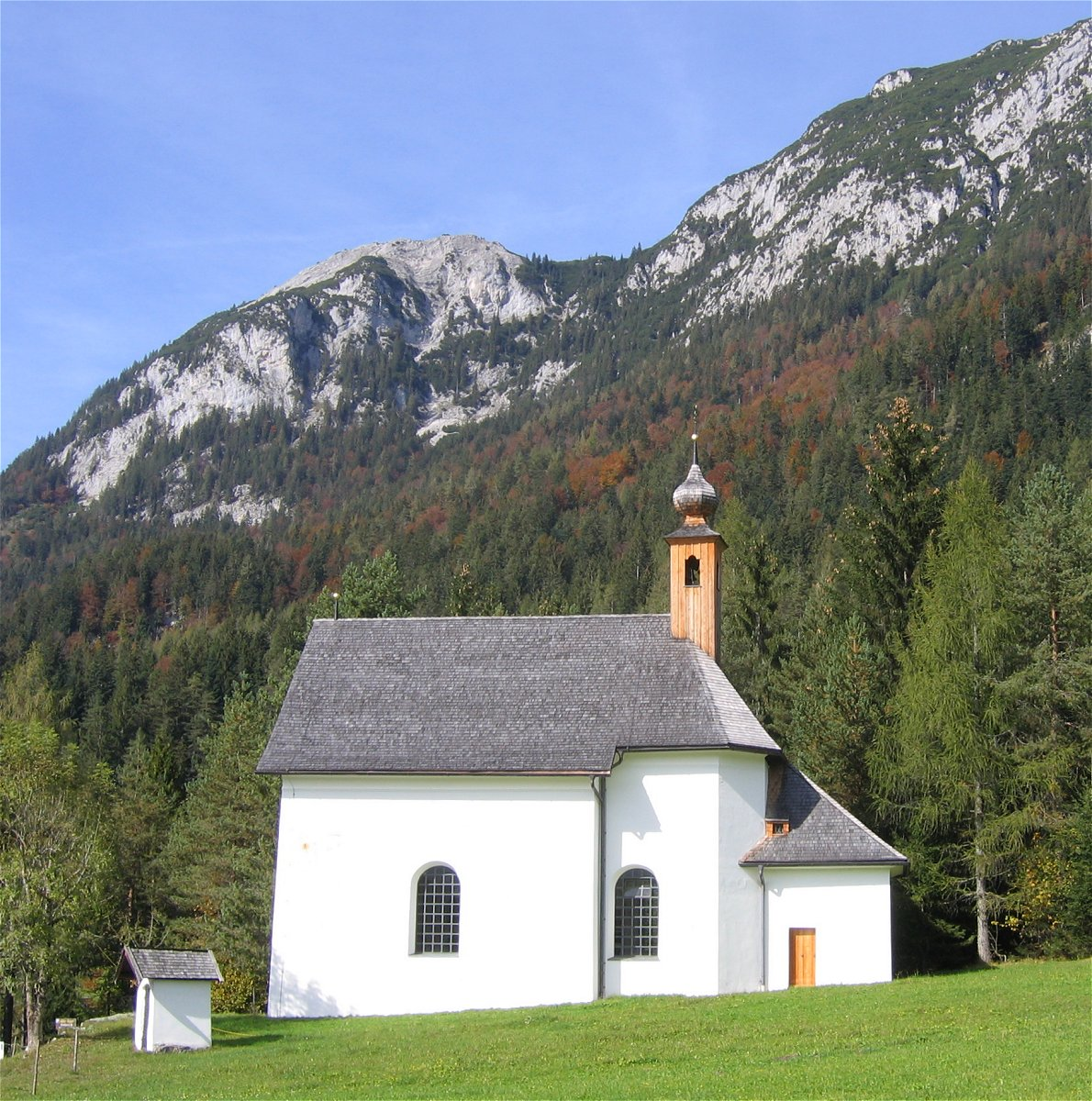
Bärnstattkapelle

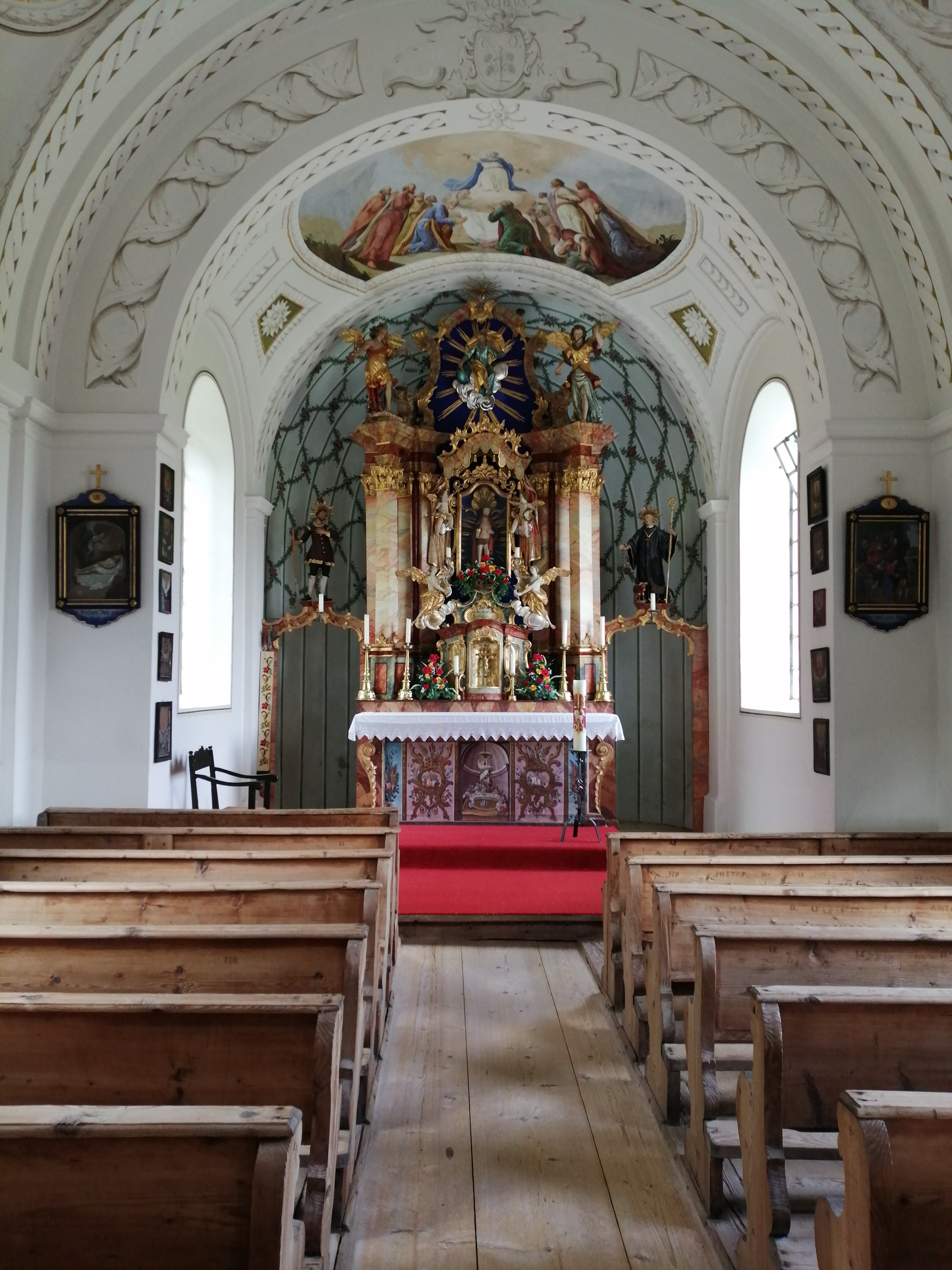
Innenansicht der Bärnstattkapelle

Die Bärnstattkapelle zum Leidenden Heiland ist eine römisch-katholische Wallfahrtskapelle in Scheffau am Wilden Kaiser an der Straße zum Hintersteiner See. Das Gebäude steht unter Denkmalschutz (Listeneintrag).

## Geschichte
Der kleine Nischenbildstock südöstlich neben der Kapelle wurde bereits im Jahr 1693 errichtet und diente als ursprüngliche Gebetsstätte auf der Bärnstatt. 1763–1765 wurde dann die Wallfahrtskapelle erbaut. 1765 wurde das Gnadenbild in die neue Kapelle übertragen. Aus dem Jahr 1767 stammen die Kreuzwegbilder.
Jahrhundertelang fanden die Menschen aus nah und fern in der Bärnstattkapelle Trost und Hilfe. Zahlreiche Votivtafeln in der Kirche geben davon Zeugnis.
1954 wurde die Kapelle außen renoviert. 1994 erfolgte der Einbau der Empore und die Innenrenovierung.

## Baubeschreibung
Die Kapelle weist einen rechteckigen Grundriss auf mit einem eingezogenen Chor in Polygonalform. Das Dach ist steil, mit Holzschindeln gedeckt und hat einen hölzernen Dachreiter mit Zwiebelhaube. An der Stirnseite des Chores befindet sich der Sakristeianbau mit Walmdach. In den Längswänden der Kapelle sind große, rundbogige Fenster. Die Giebelfassade im Südwesten mit rundbogigem Portal, die Laibung mit Keil- und Bogenstein an der Putzrahmung. Flankierend zwei Sichtfenster, im Giebelfeld segmentbogige Einstiegsöffnung zum Dachstuhl. Die Fassadenmalerei an der östlichen Traufseite zeigt den sogenannten „Bärnstatter Tod“ (ein Skelett mit Sense und Spruchband) und eine Sonnenuhr.
Das Innere weist eine Flachkuppel mit Doppelpilastern auf. Der Chor hat ein Platzlgewölbe. Die Gewölbemalereien mit Darstellungen von Wunderheilungen durch Jesus, Himmelfahrt Mariens, hl. Johannes der Täufer sowie den vier Kirchenlehrern wurden 1798 von Matthias Kirchner geschaffen.

## Wallfahrt
Großen Anklang findet auch heute noch die alljährliche Leonhardiwallfahrt am 6. November, bei der besonders des hl. Leonhard, des Schutzpatrons des Viehs und der Pferde, gedacht wird.

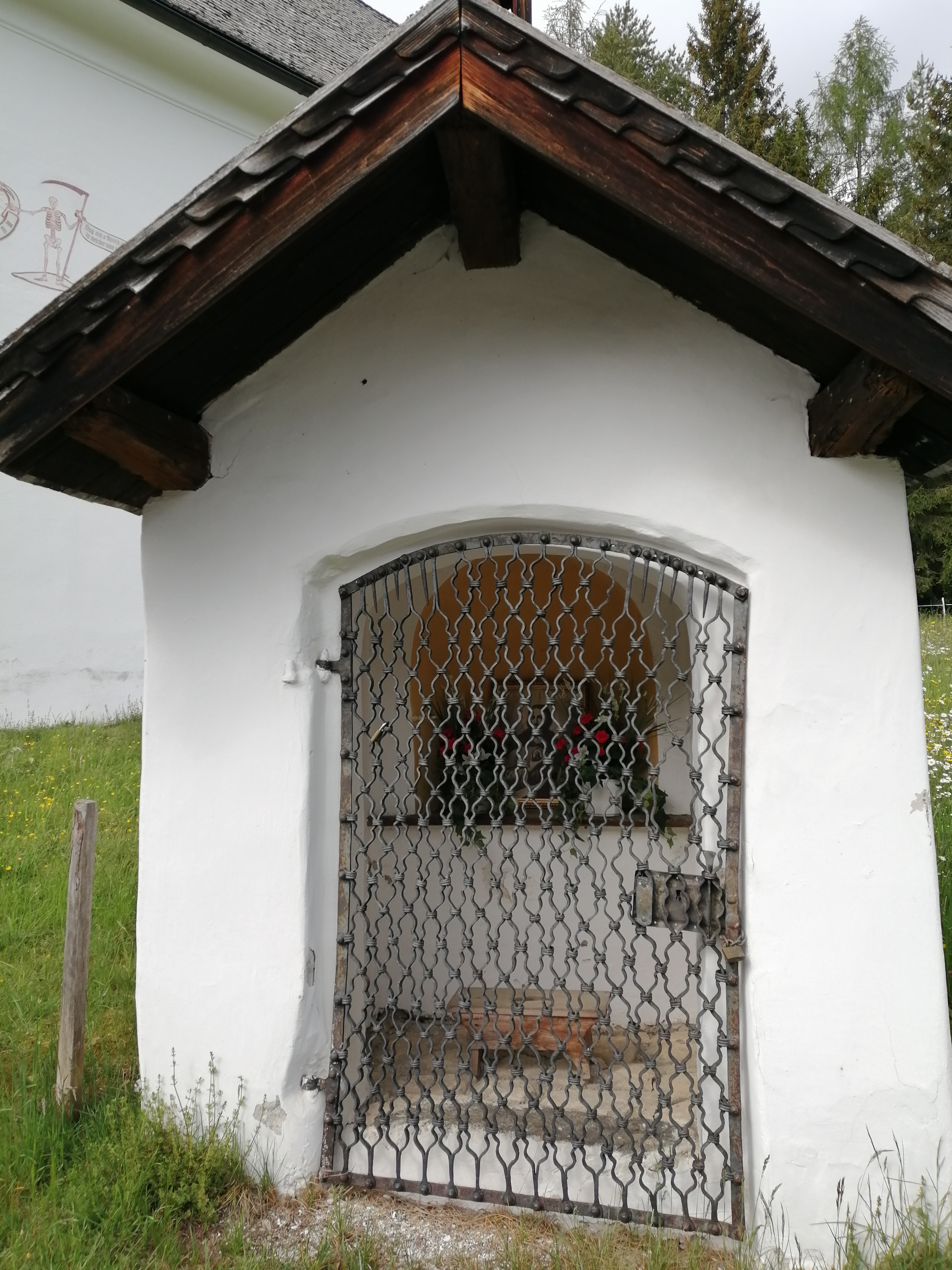
Nischenbildstock vor der Bärnstattkapelle
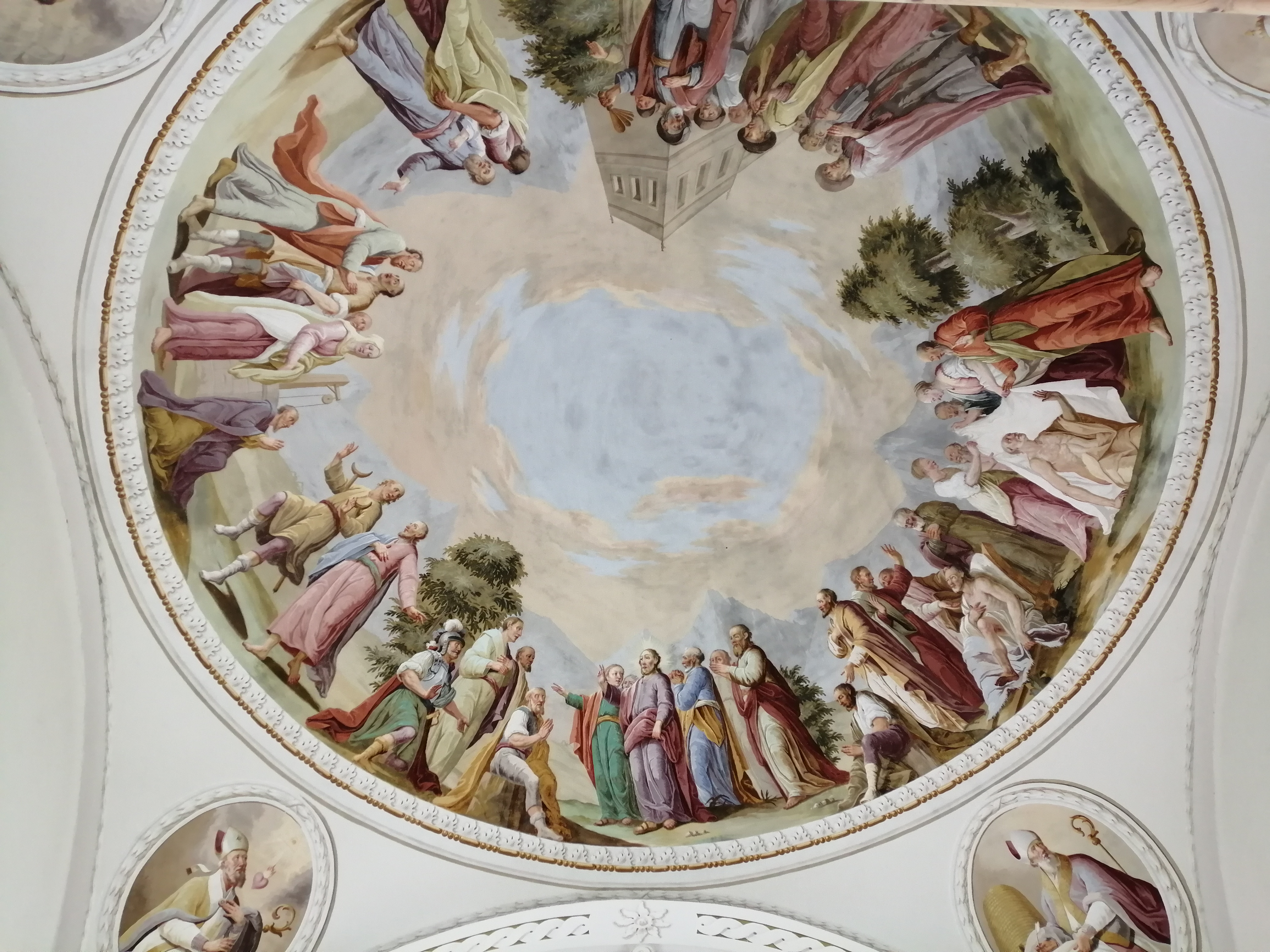
Deckengemälde in der Kapelle
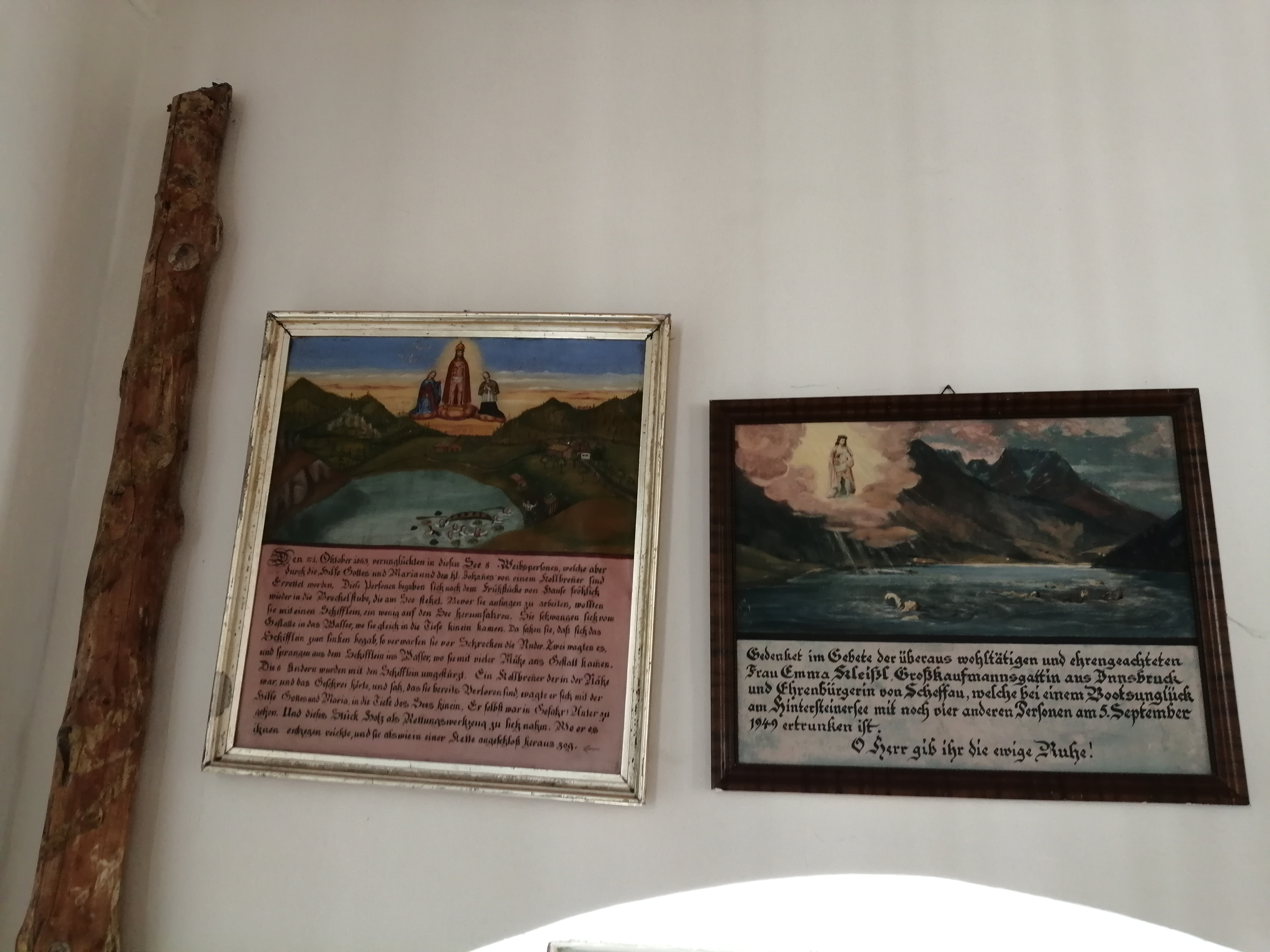
Votivtafeln an der Rückwand

Koordinaten: 47° 32′ 31,2″ N, 12° 13′ 58,4″ O